# Mouvement des nouveaux citoyens
Le Mouvement chinois des nouveaux citoyens regroupe des militants des droits civiques en Chine continentale depuis 2010. Il promeut la défense des droits civiques dans la lignée du Gongmeng (Open Constitution Initiative en anglais) et s'appuie sur l'article Esprit du nouveau citoyen - Liberté, justice, amour. Il s'agit d'un mouvement de la société civile regroupant des intellectuels, enseignants, avocats, chefs d'entreprise et de simples citoyens, en opposition au régime autoritaire chinois. C'est un mouvement politique qui vise à faciliter une transition pacifique du pays vers une démocratie constitutionnelle. C'est aussi un mouvement social, visant à faciliter la transition d'une « société de serviteurs » vers une société civile.
Le Mouvement des nouveaux citoyens a des liens étroits avec le mouvement weiquan (mouvement de défense des droits humains). Le nom « Mouvement des nouveaux citoyens » a été proposé par Xu Zhiyong, un éminent juriste et avocat des droits civiques, dans son article « Le mouvement des nouveaux citoyens chinois » en mai 2012.
Les autorités chinoises ont surveillé et réprimé le Mouvement chinois des nouveaux citoyens. Xu Zhiyong, juriste à l'université, fondateur du mouvement, a été arrêté le 16 juillet 2013. Il a été condamné en avril 2023 à 12 ans de prison par la justice chinoise pour « subversion du pouvoir de l'État » au terme d'un procès à huis clos. Un autre homme d'affaires de premier plan et soutien financier du mouvement, Wang Gongquan, a été arrêté le 13 septembre 2013.

## Pensée et logo

### Pensée

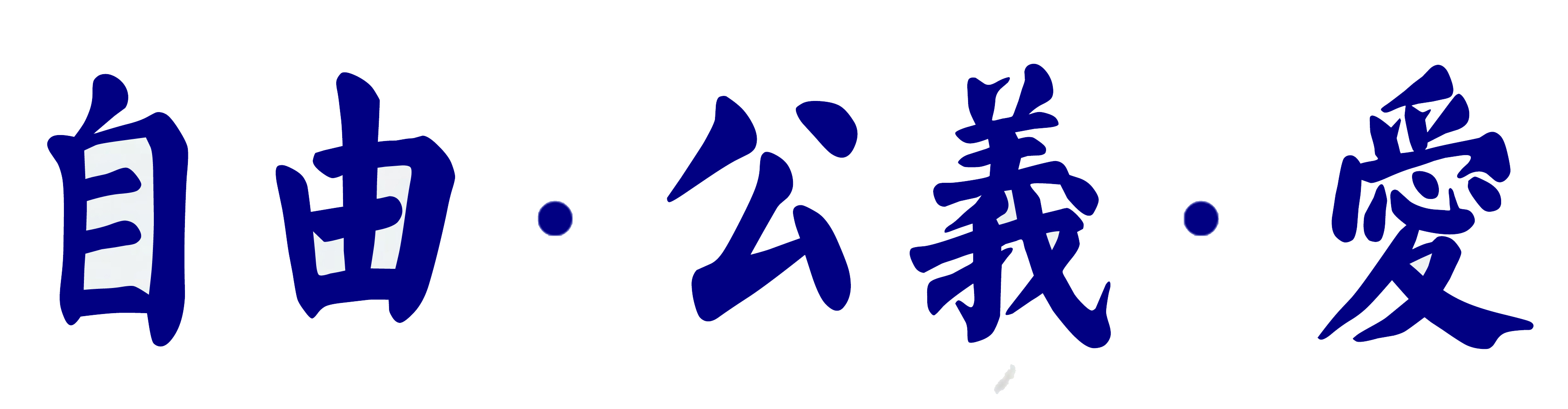
Devise : Liberté - Justice - Amour.

La pensée des Nouveaux citoyens a été exposée pour la première fois par Xu Zhiyong dans son article L'Esprit des Nouveaux citoyens - liberté, justice, amour. L'article de Xu Zhiyong se réfère à l'universalisme des valeurs démocratiques et en appelle à la responsabilité des citoyens pour défendre la démocratie, l'État de droit, la liberté, la justice et pour participer à la vie politique. « Les êtres humains ont non seulement besoin de nourriture et de vêtements, mais ont aussi en commun un principe universel, inscrit depuis longtemps dans la Déclaration universelle des droits de l'homme, la liberté de croyance, la liberté d'expression, la liberté de la presse, la liberté d'association, la liberté de réunion, liberté de cortège, liberté de manifestation, liberté de mouvement, liberté de l'art, liberté de créer... »
L'article de Xu Zhiyong[Lequel ?][réf. nécessaire] met en exergue le souci de la liberté personnelle mais aussi des droits d'autrui. Il appelle à sortir de « la loi de la jungle » et à « agir avec droiture. » « Il existe une loi morale naturelle, enracinée profondément dans le cœur de chacun (...). » Cette loi morale naturelle et l'« amour sans limite du monde » sont les moteurs de la résistance à l'oppression. L'amour, « le plus beau langage du monde », permet de « sortir de l'incompréhension et de la peur. » Il appelle à la résistance par l'action : « utilisez vos propres actions pour résister au piétinement de la liberté par le pouvoir, au pillage de la propriété privée, à la fabrication et à la dissimulation de la vérité historique, à la destruction de la moralité et de la règle de loi. »
Enfin, il condamne l'utilisation du pouvoir à des fins personnelles et la corruption par les privilèges.

### Logo
Le logo des Nouveaux Citoyens est le mot 公民 (« citoyen » en chinois) écrit à la main par Sun Yat-sen. Les caractères sont en blanc sur fond bleu. C'est le symbole de la poursuite par les citoyens chinois de la liberté, de la démocratie, de l'État de droit et du « constitutionnalisme démocratique ».

## Actions

### Le Serment des citoyens
En juin 2010, un groupe d'universitaires, d'avocats, de journalistes et de militants, dont Xu Zhiyong, Teng Biao, Wang Gongquan, Li Xiongbin, Li Fangping, Xu Youyu et Zhang Shihe (Laohumiao), ont écrit une lettre ouverte « Le serment des citoyens », appelant les citoyens chinois à s'engager pour l'État de droit et l'abolition des privilèges des puissants. Cet événement est généralement considéré comme le début du Mouvement des nouveaux citoyens (même s'il était antérieur à la création du terme).
Ce mouvement est non-violent et respectueux de la légalité mais il encourage les citoyens à mettre à profit leurs libertés et à passer au cyber-activisme ou à l'activisme réel. Malgré les risques d'emprisonnement, les militants du mouvement se sont rendus devant les commissariats lorsqu'un militant était arrêté, ou devant le tribunal lors de procès intentés à des opposants.

### Égalité d'accès à l'éducation
L'égalité d'accès à l'éducation est une revendication phare du Mouvement des nouveaux citoyens qui dénonce l'injustice de la distribution des ressources éducatives en Chine continentale. Une campagne a été lancée en 2010 visant à abolir le hukou (passeport indiquant la domiciliation et conditionnant l'accès à l'éducation) pour faciliter l'accès au gaokao (examen d'admission à l'université), en particulier pour les populations migrant de la campagne vers les grandes villes.
La campagne a commencé avec seulement quatre élèves-parents bénévoles en 2010 et est passée à plus de 100 000 en 2012. Sous la pression, le ministère de l'Éducation a révisé la politique du gaokao pour les étudiants, enfants de migrants en août 2012. Par la suite, toutes les provinces et villes, à l'exception de Pékin et de Shanghai, ont supprimé ou promis de supprimer la contrainte du hukou. Cette campagne a été initiée par Wang Gongquan.

### Transparence du patrimoine gouvernemental
La transparence des revenus et patrimoines des responsables gouvernementaux en Chine est une autre revendication phare du Mouvement des nouveaux citoyens. Des manifestations publiques ont eu lieu dans de nombreuses villes pour la réclamer. Les plus notables incluent une manifestation menée par Yuan Dong, Zhang Baocheng, Ma Xinli et Hou Xin sur la place Xidan de Pékin le 31 mars 2013, et une manifestation menée par Liu Ping, Wei Zhongping, Li Sihua, etc. à Xinyu, Jiangxi le 23 avril 2013.

### Banquets citoyens
Vers la fin de l'année 2011, le Mouvement des nouveaux citoyens a proposé de fixer le dernier samedi de chaque mois comme date pour des rassemblements de citoyens, afin de favoriser les rencontres et les discussions autour d'un repas partagé. Cet événement récurrent est appelé Tong Cheng Fan Zui (« fan = nourriture, zui = boisson ») qui signifie « dîner dans la même ville », également appelé « banquets citoyens ».
En 2013, les banquets citoyens ont eu lieu dans plus de 30 villes. Même si ces rencontres sont discrètes et légales, elles sont toujours sous pression dans plusieurs villes comme Pékin, Shanghai, Zhengzhou, Nanning et Changsha. Les participants peuvent être interrogés, et des personnes sont parfois menacées ou détenues.

### Observatoire citoyen
L'Observatoire citoyen est un projet visant à apporter un soutien aux familles de prisonniers politiques. Ce projet a été proposé par Li Huaping. Il est similaire au projet « Songfandang » de Routangseng et « Ai-Mo-Can-Help » d'Ai Weiwei et Mo Zhixu.

## Réaction des autorités chinoises
Depuis sa création, les autorités chinoises ont cherché à réprimer le Mouvement des nouveaux citoyens comme tout autre mouvement luttant pour la démocratie et l'état de droit dans la Chine contemporaine. Cette répression s'est accentuée depuis l'arrivée au pouvoir de Xi Jinping en mars 2013. En 2009, les autorités ont dissous Gongmeng (Open Constitution Initiative) alléguant une fausse évasion fiscale et la condamnant à payer 1,4 million de yuans. De nombreux membres de Gongmeng ont ensuite rejoint les Nouveaux Citoyens pour poursuivre leur lutte pour la démocratie, l'état de droit et l'égalité des citoyens.
De fin 2012 à 2013, de nombreux citoyens sont descendus dans les rues de Shenzhen, Pékin, Jiangxi et d'autres villes, exigeant que les responsables du gouvernement chinois exposent de façon transparente leurs revenus et leur patrimoine, ce qui a conduit à plusieurs arrestations. Entre le 31 mars et le 17 avril 2013, les autorités ont arrêté 10 citoyens : Yuan Dong, Zhang Baocheng, Ma Xinli, Hou Xin, Ding Jiaxi, Zhao Changqing, Sun Hanhui, Wang Yonghong, Li Wei et Qi Yueying. Zhang Xiangzhong, Li Gang, Li Huanjun, Song Ze et Xu Zhiyong, arrêtés à Pékin. Xinyu, Liu Ping, Wei Zhongping, Li Sihua ont été arrêtés à Jiangxi le 28 avril 2013. Yuan Fengchu (Yuan Bing), Yuan Xiaohua, Huang Wenxun, Chen Jianxiong (Chen Jinxin) et Li Yinli ont été arrêtés au Hubei le 25 mai 2013. Le procès de Liu Ping, Wei Zhongping et Li Sihua a débuté fin 2013. Ils étaient en détention depuis avril[réf. nécessaire]. Ils ont été accusés de rassemblement illégal, de « rassemblement d'une foule pour perturber l'ordre dans un lieu public » et d'« utiliser un culte pervers pour saper l'application de la loi ».
Le 16 juillet 2013, après avoir été assigné à résidence pendant plus de trois mois, Xu Zhiyong a été arrêté pour avoir prétendument « rassemblé une foule pour troubler l'ordre public ». L'arrestation a fait la une des journaux et a attiré l'attention tant au niveau national qu'international. Le 22 août 2013, le Dr Xu a été officiellement inculpé. Le 18 juillet 2013, Chuan-Zhi-Xing (« Transitions »), une ONG/groupe de réflexion basée à Pékin, a été fermée en raison de son implication dans la recherche sur les droits civils. L'arrestation du Dr Xu a provoqué une protestation à grande échelle. Mao Yushi, Wang Gongquan, Xiao Shu, He Sanwei, Yang Zili ont publié une lettre ouverte demandant la libération du Dr Xu et d'autres citoyens arrêtés. En trois jours, cette pétition, pourtant rapidement effacée d'internet, avait été signée par 2 000 personnes.
Le 2 août 2013, le journaliste Xiao Shu, a été arrêté à Pékin par le Guobao, la police politique. Le 8 août 2013, Guo Feixiong, un des principaux organisateurs du Mouvement des Nouveaux Citoyens dans le sud de la Chine, a été arrêté. Le 11 août 2013, Li Huaping, un des principaux organisateurs du Mouvement des nouveaux citoyens dans l'est de la Chine, a été arrêté. Le 13 septembre 2013, Wang Gongquan a été arrêté par la police de Pékin. Le 20 octobre 2013, il a été officiellement inculpé. Le 26 janvier 2014, le Tribunal populaire intermédiaire numéro un de Pékin a condamné Xu Zhiyong à une peine de quatre ans de prison. En avril 2014, Ding Jiaxi et Li Wei ont été jugés pour « trouble à l'ordre public ». Des diplomates étrangers étaient présents, mais n'ont pas été admis à l'audience.
Le 12 avril 2023, Xu Zhiyong et Ding Jiaxi sont condamnés à douze et quatorze ans de prison après un procès à huis clos.